# Yārī Maḩalleh
Yārī Maḩalleh (persiska: یاری محله) är en ort i Iran.   Den ligger i provinsen Gilan, i den nordvästra delen av landet, 300 km nordväst om huvudstaden Teheran. Yārī Maḩalleh ligger 92 meter över havet och antalet invånare är 192.
Terrängen runt Yārī Maḩalleh är kuperad åt sydväst, men åt nordost är den platt. Runt Yārī Maḩalleh är det ganska glesbefolkat, med 45 invånare per kvadratkilometer. Närmaste större samhälle är Hashtpar, 8,8 km norr om Yārī Maḩalleh. I omgivningarna runt Yārī Maḩalleh växer i huvudsak blandskog.